# Vino Nobile di Montepulciano
De Vino Nobile di Montepulciano is een rode wijn met het predicaat DOCG ('Denominazione di Origine Controllata e Garantita'). De wijn wordt geproduceerd in Toscane, op het grondgebied van de gemeente Montepulciano in het zuidoosten van de provincie Siena. Voor de productie dient minstens 70 % sangiovese-druif, lokaal bekend onder de naam “Prugnolo gentile”, te worden gebruikt. Daarnaast mag maximaal 30 % bestaan uit canaialo nero, trebbiano toscano, malvasia bianca en andere lokale variëteiten als de Mammolo. Het aandeel witte druiven mag niet meer dan 5 % zijn.
De wijn wordt 2 tot 3 jaar op eikenhout gelagerd. Deze Montepulciano-wijn moet niet verward worden met de Montepulciano d'Abruzzo, een rode wijn gemaakt van de Montepulciano-druif in de regio Abruzzen in zuidelijk centraal Italië.
De vino nobile behoort met o.a. de Brunello di Montalcino, de Barolo en de Bolgheri Sassicaia tot de beste wijnen van Italië.
In Montepulciano produceert men ook Chianti en de Rosso di Montepulciano.

## Productiezone
De productiezone is beperkt tot de gemeente Montepulciano in de provincie Siena.